# Ambite
Ambite és un municipi de la Comunitat autònoma de Madrid. Limita al nord amb els territoris alcarrenys d'Olmeda de las Fuentes i Pezuela de las Torres; al sud amb Orusco de Tajuña; a l'oest amb Villar del Olmo; i a l'est amb Mondéjar.